# Биллиг, Ханна

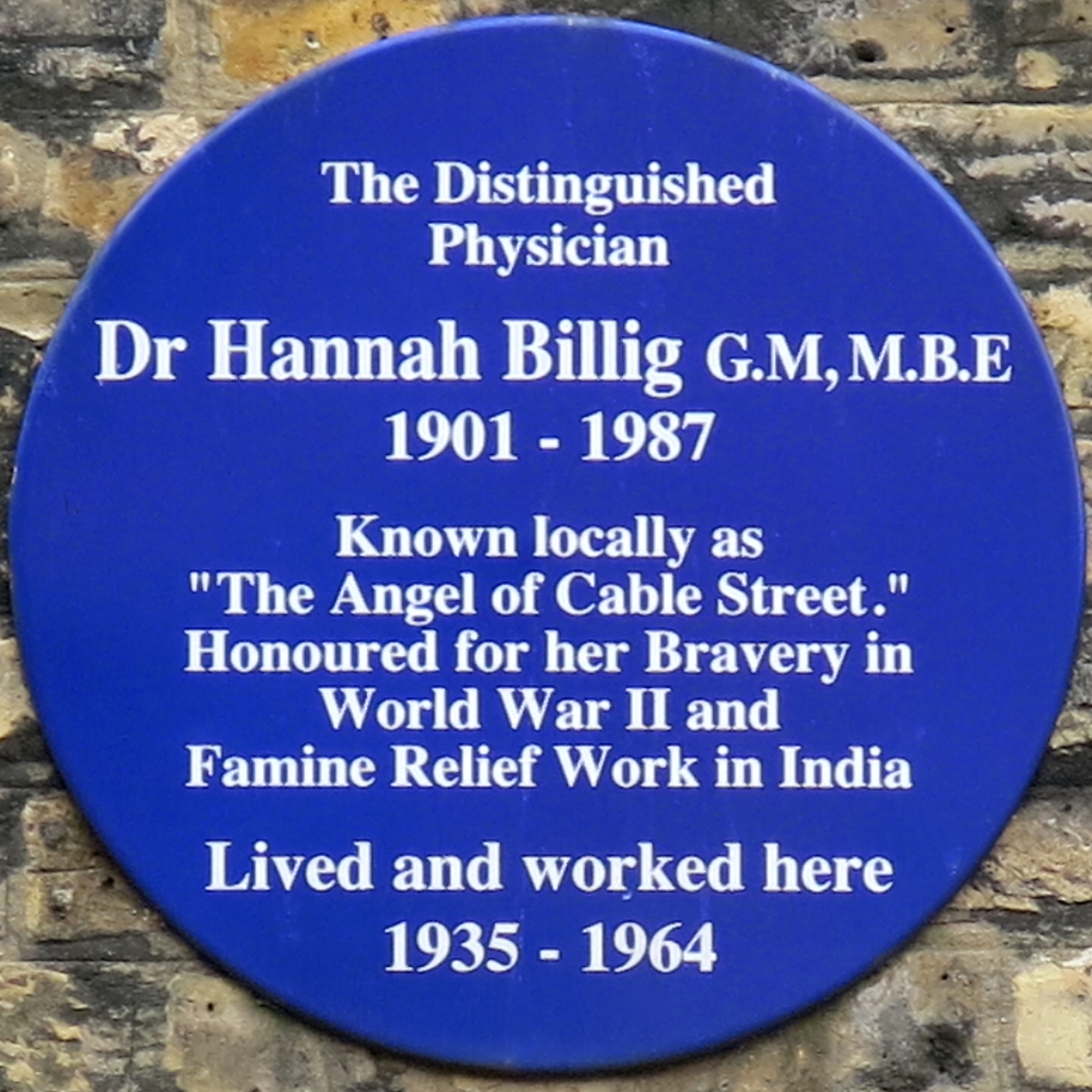
Памятная табличка на Кейбл-стрит

Ханна Биллиг MBE, GM (англ. Hannah Billig; 4 октября 1901, Лондон, Великобритания — 11 июля 1987, Кесария, Израиль) — британский врач еврейского происхождения, работавшая большую часть своей жизни в Ист-Энде (Лондон). Среди врачей известна под прозвищем «Ангел с Кейбл-стрит» (англ. The Angel of Cable Street) за свои усилия по оказанию помощи больным в годы Второй мировой войны.

## Биография
Родилась 4 октября 1901 года в Лондоне, районе Ист-Энд, Спиталфилдс в доме 41 на Хэнбери-стрит. Родители — Барнет и Милли Биллиг, родившиеся в Российской империи и эмигрировавшие в Великобританию, спасаясь от еврейских погромов. В семье родилось всего шестеро детей, четверо из них стали врачами. Ханна обучалась в школе на Мёрдл-Стрит, получала высшее медицинское образование в Лондонском университете и специальную стипендию. Окончила университет в 1925 году, пройдя практику в Королевском свободном и Лондонском королевском госпиталях.
В течение двух лет Биллиг работала в еврейской женской больнице на Андервуд-стрит. С 1927 практиковала в небольшой клинике на Кейбл-Стрит. В 1935 году её приёмная переехала в особняк георгианской эпохи на Кейбл-стрит, 198, где в настоящее время установлена памятная табличка. Долгое время она также работала врачом в полицейском участке. На вызовы выезжала на велосипеде, а позднее стала водителем автомобиля Morris Cowley.
Во время бомбардировок Лондона немцами Биллиг работала в округе Уоппинг, лично разыскивая и госпитализируя всех пострадавших от авианалётов (оставшихся без дома или тяжело раненных). Полевой госпиталь находился в одном из гражданских убежищ. 13 марта 1941 во время одного из авианалётов рядом с убежищем взорвалась бомба: в результате мощного взрыва Биллиг отбросило ударной волной, и она сломала лодыжку, но сумела перевязать её и добраться самостоятельно до своих подопечных. В течение следующей ночи Биллиг неусыпно ухаживала за ними. За свою отвагу она была награждена медалью Георга. В 1942 году вступила в Медицинский корпус Индийской армии и устроилась работать в Калькутте. За помощь раненым солдатам и беженцам в Ассаме Ханна Биллиг была награждена Орденом Британской империи в 1945 году.
После войны она продолжила деятельность частного врача, работая в Национальной службе здравоохранения. В 1964 году она уволилась и репатриировалась в Израиль, в Кесарию, где продолжала медицинскую деятельность до конца своих дней. Скончалась 11 июля 1987 года в возрасте 85 лет.